# Atrasana rectilinea
Atrasana rectilinea är en fjärilsart som beskrevs av M.Gaede 1928. Atrasana rectilinea ingår i släktet Atrasana och familjen tandspinnare. Inga underarter finns listade i Catalogue of Life.